# Dia da Vitória (9 de maio)
O Dia da Vitória Soviética (em russo:  День Победы, Den' Pobedy) ou 9 de maio, é um feriado que comemora a vitória da União Soviética sobre a Alemanha Nazista, na Segunda Guerra Mundial (também conhecida como a Grande Guerra Patriótica na União Soviética e os Estados pós-soviéticos). Foi primeiro celebrado em quinze Repúblicas da União Soviética, após a assinatura do documento de entrega no final da noite de 8 de maio de 1945 (9 de maio na hora de Moscou). Aconteceu depois da capitulação original que a Alemanha anteriormente havia acordado com as forças conjuntas dos Aliados na Frente Ocidental. O governo soviético anunciou a vitória em 9 de maio, após a cerimônia de assinatura, em Berlim. Embora a inauguração oficial aconteceu em 1945 (o que significa que tem sido comemorada desde 1946), o feriado se tornou um dia de trabalho só em 1965.[carece de fontes?]
Na Alemanha Oriental comunista, um "Dia da Vitória" ao estilo soviético foi um feriado oficial em 9 de maio de 1975 até o final da república em 1990. Antes disso, o "Dia da Libertação" foi comemorado em 8 de maio, entre 1950 e 1966, e novamente no 40 º aniversário em 1985. Desde 2002, o estado alemão de Mecklenburg-Vorpommern tem observado um dia de comemoração conhecido como o "Dia da Libertação do nacional-socialismo e o fim da Segunda Guerra Mundial".
Em 1988, pouco antes da Dissolução da União Soviética, o Dia da Vitória deixou de ser observado no Uzbequistão, mas foi parcialmente restaurado em 1999, como "Dia da Memória". Depois de sua separação da União Soviética, os Países Bálticos agora comemoram o fim da Segunda Guerra Mundial em 8 de maio, no Dia da Vitória na Europa.  Mas muitas pessoas em outros países se reúnem para celebrar o Dia da Vitória em 9 de maio.